# Hierochloe spicata
Hierochloe spicata är en gräsart som beskrevs av Parodi. Hierochloe spicata ingår i släktet Hierochloe och familjen gräs. Inga underarter finns listade i Catalogue of Life.